# Hoplodrina protensa
Hoplodrina protensa là một loài bướm đêm trong họ Noctuidae.